# Pedro Lauret
Pedro Lauret é um militar português, oficial de Marinha, membro do Movimento das Forças Armadas que derrubou o regime do Estado Novo em 25 de Abril de 1974. 

## Família
Pedro Manuel Cunha Lauret Saldanha e Albuquerque , nasceu em Lisboa a 23 de Janeiro de 1949, filho de Paulo Lauret (1917, 1979) e de sua mulher, Maria Manuela Marinho da Cunha Lauret (1928, 2015).
Casou em 1971 com Isabel Maria Saturnino Balula Cid Lauret (nascida em Viseu em 07 de Abril de 1949), com quem teve dois filhos, Pedro Cid Lauret (nascido em Oeiras em 27 de Setembro de 1974) e André Cid Lauret (nascido em Lisboa em 18 de Fevereiro de 1978).
Tem dois netos, Gonçalo Garcia Lauret (nascido em Lisboa em 10 de Agosto de 2005) e Francisco Garcia Lauret (nascido em Lisboa em 05 de Novembro de 2008), filhos de Pedro Cid Lauret e de sua mulher Patrícia Isabel Marreiros Garcia Lauret.

## Biografia
Efectuou os estudos secundários no Escola Secundária de Camões (1960 – 1967), em Lisboa, onde foi dirigente da Acção Católica (JEC), participando em movimentações estudantis.
Admitido na Escola Naval (Portugal) em 1967 terminou o curso de Marinha em 1971.
Foi um dos fundadores, em 1970, de uma organização política clandestina constituída por Oficiais da Armada, de oposição à ditadura.
Em Setembro de 1971 iniciou uma comissão na Guiné, como oficial imediato da Lancha de Fiscalização “NRP Oríon“, tendo exercido uma intensa actividade operacional até Agosto de 1973. Participou no início das operações conhecidas pelo cerco a Guidage em Maio de 1973, e participou, nesse mesmo mês e seguinte, nos acontecimentos Guileje, Gadamael .
Em Outubro de 1973, Pedro Lauret, já no continente, integrou o grupo restrito de oficiais de Marinha que foram responsáveis pela ligação ao Movimento dos Capitães, por designação de um grupo de oficiais da Armada  .
Nesse contexto fez parte da comissão que redigiu o Programa do Movimento das Forças Armadas, e outros importantes documentos – em conjunto, entre outros, com Vítor Alves, Ernesto Melo Antunes, Franco Charais, Manuel da Costa Braz, Vítor Manuel Trigueiros Crespo e Almada Contreiras  .
Após o 25 de Abril de 1974 integrou o gabinete do Almirante José Pinheiro de Azevedo, Chefe do Estado-Maior da Armada e membro da Junta de Salvação Nacional.
Fez parte da Comissão Coordenadora do Movimento das Forças Armadas (MFA) Armada, da Assembleia do MFA Armada e Assembleia do MFA Nacional.
Em 1976, especializou-se em sistemas de armas, embarcando em 1977 como chefe de serviço de Artilharia na fragata “Comandante Roberto Ivens” (Classe João Belo), participando em numerosos exercícios nacionais e no âmbito NATO (Organização do Tratado do Atlântico Norte).
Desembarca em 1979 vindo a desempenhar funções técnicas no Gabinete de Estudos da Direcção Geral do Material Naval onde é nomeado para a frequência de numerosos cursos no âmbito da electrónica, sistemas digitais e informática.
Em 1981 frequentou e terminou uma pós-graduação em “Estratégia e Organização” no Instituto Superior Naval de Guerra.
No ano de 1983, em comissão civil, exerceu as funções de engenheiro no “Grupo de Oficinas de Armamento e Electrónica” do Arsenal do Alfeite, acumulando com Chefe de Serviço de Informática do Arsenal.
Em 1986 passou à reserva e depois à reforma, iniciando actividade empresarial no âmbito da engenharia e consultoria informática.
Membro fundador da Associação 25 de Abril, integrou a sua Direcção entre 2005 a 2015. Coordenou a equipa que produziu o site da Associação 25 de Abril e o site sobre a Guerra Colonial Portuguesa.
Pedro Lauret tem o posto de capitão-de-mar-e-guerra na situação de reforma.
Foi agraciado pelo Presidente da República Portuguesa, Jorge Sampaio, com o grau de Grande Oficial da Ordem da Liberdade .
Pedro Lauret tem obra escrita e editada em que aborda preferencialmente as problemáticas da História Contemporânea da Marinha de Guerra Portuguesa, do Movimento das Forças Armadas e do 25 de Abril. Estas obras são abaixo referenciadas .

## Ascendência
Pedro Lauret descende, por via paterna, dos ramos:
Lauret, onde se destacam os nomes de:
- Paul Émile Lauret (1804, 1860), capitão do exército francês, vem para Portugal no início da década de 1830 para combater os absolutistas ao lado das forças liberais [11], integrado no Batalhão Francês de Peniche comandado pelo tenente-coronel Lucotte. Paul Émile Lauret comandava uma das companhias desse Batalhão. Foi condecorado por D. Pedro, Príncipe Regente, com o grau de cavaleiro da Ordem da Torre Espada, por feitos em combate [12]. Em 1846, durante a Guerra da Patuleia, será um dos derrotados na batalha de Torres Vedras [13]. Paul Émile Lauret foi o iniciador da família Lauret em Portugal.

- Paulo Alfredo Emílio Lauret (1852, 1918) era filho de Paul de Émile Lauret. Foi um insigne professor, praticante, divulgador e teórico da Educação Física em Portugal.

Paulo Alfredo Emílio Lauret foi bisavô de Pedro Lauret e
Saldanha e Albuquerque
Este ramo entronca na nobreza portuguesa (Saldanha, Saldanha e Albuquerque, condes da Ega).
Entre os seus ascendentes diretos destacam-se:
- António de Saldanha (1460, ????), Capitão-mor da Armada de Afonso de Albuquerque, primeiro europeu a fundear o seu navio na baía da Mesa e a subir à montanha da Mesa (cidade do Cabo), capitão-mor de Moçambique. Existe hoje na República da África do Sul uma baía e uma cidade com o seu nome (Saldanha Bay);
- Aires de Saldanha (1542, 1605), Comendador da Sabacheira, 17º Vice-rei da Índia[16];
- Ayres de Saldanha (1600, 1644) Comendador da Sabacheira, Alcaide de Soure, foi um dos Conjurados da independência de Portugal em 1640, Mestre de Campo de um terço da Infantaria do Alentejo, morreu em combate na batalha do Montijo;
- João de Saldanha e Albuquerque (1640,1723) governador e capitão general da Ilha da Madeira, deputado da Junta dos três Estados, presidente do Senado da Câmara de Lisboa, tenente-general da Artilharia de Reino, vedor da casa da rainha D. Ana de Áustria, moço fidalgo da Casa Real, Alcaide de Soure;
- Aires de Saldanha e Albuquerque Coutinho Matos e Noronha (1681, 1756) Governador do Rio de Janeiro;
- Manuel de Saldanha e Albuquerque (1712, 1771) 1º conde da Ega, governador e capitão general da Ilha da Madeira, 47º Vice-rei da Índia.

Manuel de Saldanha e Albuquerque Castro foi sexto avô de Pedro Lauret.
- O dia da liberdade : 25 de Abril de 1974 / coord. Pedro Lauret. - 1ª ed. - Vila do Conde : Verso da História, 2015.
- A Marinha de Guerra Portuguesa : do fim da II Guerra Mundial ao 25 de Abril de 1974 / Pedro Lauret. - 1ª ed. - Vila do Conde : Verso da História, 2015.
- Cidadão e marinheiro : livro de homenagem ao Contra-Almirante Vítor Crespo : (In Memoriam) / org. Carlos de Almada Contreiras, Pedro Lauret, João Freire. - 1ª ed. - Lisboa : Colibri, 2015.
- Os Anos de Abril, coleção em oito volumes, coordenação Pedro Lauret, Verso da História, para o Grupo Cofina, Vila do Conde 2014.

- Operação Viragem Histórica, Coord. Carlos Contreiras. Pedro Lauret, Escrever um Programa Político em Clandestinidade, Colibri 2017.
- Antologia – O 25 de Abril de 1974, Coord. Carlos Contreiras e Fernando Mão de Ferro. Marinha, Movimentos Políticos (1968-1974), Pedro Lauret, Colibri 2020. O Programa do MFA, Pedro Lauret, Colibri 2020.
- Militares e Política, Organização Luísa Tiago de Oliveira. Pedro Lauret, texto: A Marinha e o dia 25 de Abril de 1974, Estuário 2014.
- Militares e Sociedade, Marinha e Política – Organização Luísa Tiago de Oliveira e João Freire, Pedro Lauret. A Marinha no 25 de Abril de 1974, antecedentes*, ISCTE Instituto Universitário de Lisboa 2012 .
- Antologia – Crónicas da Vida do Mar", Coord. Carlos Contreiras e João Freire. Uma Comissão na Guiné na Lancha de Fiscalização Grande Orion, 1971-1973, Pedro Lauret.